# José Jobim
José Pinheiro Jobim  (São Paulo, 2 de agosto de 1909-Barra da Tijuca, 24 de marzo de 1979) fue un diplomático y economista brasileño.

## Carrera
En 1944 fue vicecónsul en Washington D. C.. Luego fue empleado por la empresa Rubber Army de João Alberto Lins de Barros, que elevó la producción brasileña de caucho natural para su venta durante la guerra.
Del 4 de julio de 1955 al 1 de noviembre de 1957, fue enviado extraordinario y ministro plenipotenciario en Helsinki. De 1957 a 1959 fue embajador en Asunción. Del 19 de diciembre de 1959 al 26 de marzo de 1962 fue embajador en Quito. Del 18 de enero de 1965 al 9 de septiembre de 1966 fue embajador en Bogotá. Del 16 de noviembre de 1966 al 17 de octubre de 1968 fue embajador en Argel. Del 19 de octubre de 1968 al 20 de abril de 1973 fue embajador ante la Santa Sede.

## Vida personal
Jobim era hijo de Francisco Antenor Jobim y Joaquina Pinheiro Jobim. Tuvo un hermano mayor, Danton, quien asumió la presidencia del diario Última Hora, opositor a la dictadura militar en Brasil, cuando su creador, Samuel Wainer, fue exiliado por la dictadura, y en 1970 fue elegido senador por el Movimiento Democrático Brasileño, partido de oposición al régimen; Danton falleció en 1978.
Jobim estuvo casado con una hermana de Leda Collor, madre de Fernando Collor de Mello. Tuvieron una hija, Lygia Collor Jobim, también diplomática.

## Muerte
El 15 de marzo de 1979, Jobim asistió a la ceremonia de posesión de João Baptista Figueiredo como presidente de Brasil. Durante su estancia, mencionó que estaba escribiendo un libro de memorias, en el que detallaría irregularidades de la obra de la represa de Itaipú, incluynedo una sobrefacturación de diez veces el valor original. Jobim era embajador de Brasil en Paraguay de 1957 a 1959 al inicio de las negociaciones sobre la creación de Itaipú, fue enviado por el presidente João Goulart en febrero de 1964, justo antes del golpe de Estado en Brasil de 1964, a una misión con ministros paraguayos para tratar el tema, y en 1966, mientras era embajador de Brasil en Colombia, participó en la firma del «Acta de las Cataratas», documento inicial de la construcción de Itaipú, como consultor.
El 22 de marzo, Jobim salió a visitar a un amigo y no regresó. A la mañana siguiente, la dueña de una farmacia en Barra da Tijuca llamó a la familia de Jobim e informó que Jobim le había entregado una nota media hora antes. Jobim afirmó que había sido secuestrado en su propio coche y que sería llevado a «justo después del Puente de Joatinga». El cuerpo de Jobim fue encontrado en la mañana del 24 de marzo, a menos de un kilómetro del puente, colgado por el cuello con una cuerda de nailon por la rama de un árbol. Sin embargo, sus pies tocaban el suelo y sus piernas estaban dobladas, levantando sospechas sobre la hipótesis de suicidio que señalaban las autoridades.
El 21 de septiembre de 2018, el Estado brasileño emitió un nuevo certificado de defunción de Jobim, como resultado de los trabajos de la Comisión Especial sobre Muertos y Desaparecidos Políticos y de la Comisión Nacional de la Verdad de Brasil, que en su informe final en diciembre de 2014, recomendó que el país rectificara la causa de muerte de personas que fallecieron como consecuencia de graves violaciones de derechos humanos, incluidos los desaparecidos políticos. El nuevo certificado, que pone como fecha de muerte el 24 de marzo de 1979, corrige el motivo de muerte de Jobim como «muerte no natural, violenta, causada por el Estado brasileño, en el contexto de la persecución sistemática y generalizada a la población identificada como opositora política al régimen dictatorial de 1964 a 1985».

## Publicaciones
- História das Indústrias no Brasil, Río de Janeiro, 1940.
- Brazil in the Making, Macmillan Company, Nueva York, 1943.